# Boonsak Ponsana

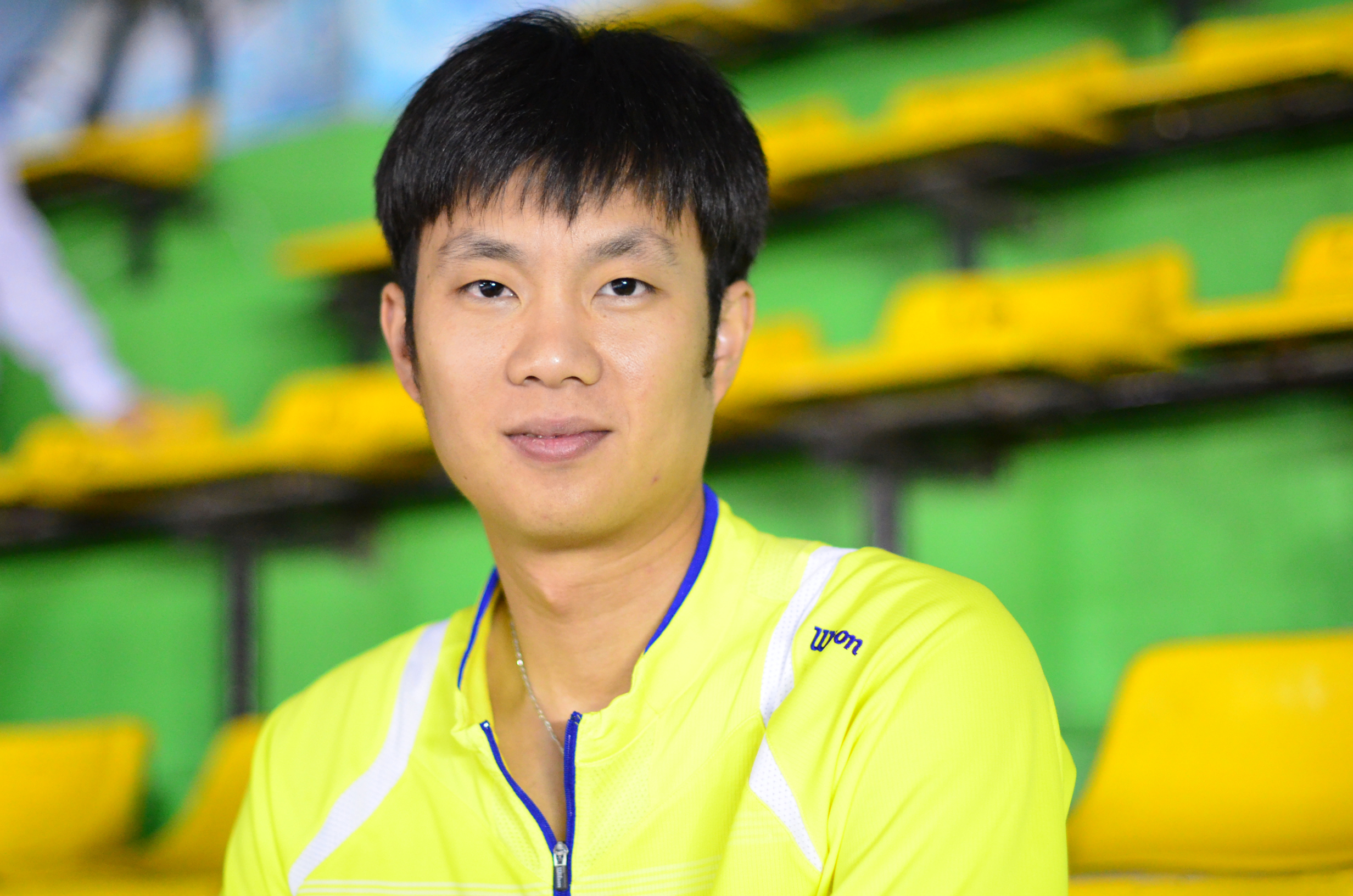
Boonsak Ponsana

Boonsak Ponsana,  född 22 februari 1982, är en thailändsk badmintonspelare. Han har bland annat spelat i OS 2004 där han förlorade i bronsmatchen mot indonesen Sony Dwi Kuncoro med 15-11, 17-16, och slutade fyra totalt.

## Olympiska meriter

### Olympiska sommarspelen 2008
| Namn            | Gren   | 32-delsfinal | 16-delsfinal                                      | 8-delsfinal      | Kvartsfinal      | Semifinal        | Final            | Final |
| Namn            | Gren   | Resultat     | Resultat                                          | Resultat         | Resultat         | Resultat         | Resultat         | Plats |
| --------------- | ------ | ------------ | ------------------------------------------------- | ---------------- | ---------------- | ---------------- | ---------------- | ----- |
| Boonsak Ponsana | Singel | BYE          | (6) Sony Dwi Kuncoro (INA) lose 0-2 (16-21,14-21) | Gick inte vidare | Gick inte vidare | Gick inte vidare | Gick inte vidare |       |